# 黒田大地
黒田 大地（くろだ だいち、1978年8月29日 ‐ ）は日本の俳優、モデル、歌手である。愛知県出身。1994年に第7回ジュノン・スーパーボーイ・コンテストに選出された。The SeekerのボーカルD.Kとしても活動。
| スタブアイコン | サブスタブ | この項目は、まだ閲覧者の調べものの参照としては役立たない、人物に関連した書きかけの項目です。この項目を加筆・訂正などしてくださる協力者を求めています（P:人物伝/PJ:人物伝）。 |